# 青い季節 (もりたじゅんの漫画)
『青い季節』（あおいきせつ）は、もりたじゅんによる漫画作品。

## 概要
1971年（昭和46年）、集英社の「りぼん」9月号に掲載された読み切り作品。1973年5月にりぼんマスコットコミックスから単行本化された。同時収録は「りぼん」1972年9・10月号掲載の『ばかやろう学園』。

## 書誌情報
もりたじゅん『青い季節』、集英社りぼんマスコットコミックス、全1巻
- 1973年5月10日初版発行